# 王鳌永
王鳌永（1588年—1644年），字克巩，号蘅皋，又号涧溯，山东淄川罗村镇窎桥村人。

## 生平
天启四年（1624年）甲子科山東鄉試舉人，天啓五年（1625年）聯捷進士，曾任湖北宜城县令。累官通州巡抚。李自成陷京師，鰲永被拷索輸銀後釋放。降清後官戶部侍郞兼工部侍郞，招抚山东、河南。清兵占领北京后，派王鳌永至青州（益都），任山东总督，招抚明朝残余势力。李自成裨将赵应元占领青州，鳌永罵不絕口，被肢解而死，史稱青州之变。

## 家族
一生凡三娶，元配刘氏早亡，继配范氏；還有侧室刘氏，生王樛。